# 드림세션
드림세션은 대한민국의 혼성 발라드 그룹이다.

## 음반
- 끝나지 않은 이야기 (with 이예준) (2018)
- 호우시절 (with 전상근) (2018)
- 이별일기 (with 이지은) (2018)
- Praise your name (2019)